# 閏月 (埃及)
閏月或埃帕戈梅納爾日是古埃及曆、科普特曆和衣索比亞曆除了這些曆法的12個標準月外，還有五天（普通年）和六天（閏年）的時期（有時被認為是它們的第十三個月）。它們起源於一種週期性措施，以確保天狼星的偕日升將發生在埃及陰曆的第12個月，但成為民用曆及其後代的常規特徵。科普特人和衣索比亞人的閏日發生在儒略曆和格里曆閏年的前一年。

## 名稱
英文名稱的「intercaly month」和「epagomenal days」源自拉丁語 ("proclaimed between")和希臘的「'epagómenoi」 （ἐπαγόμενοι） 或「epagómenai」（ἐπαγόμεναι，「brought in」或「added on」），拉丁化為。這個時期有時也被稱為「無月日」。
在古埃及，這一時期被稱為「一年之外的五日」，「五天」或「那些在一年之外」，最後一個音譯為Heriu Renpet。理查德·安東尼·帕克還提出，在某些情况下，閏月以托特的名字命名，以紀念下個月的節日。
在現代埃及，這個週期稱為Kouji Nabot或Pi Kogi Enavot（「Pikouji n'Abot」，lit。 「小月份」）和阿爾納西（「en-Nasiʾ」， lit。 「The Postponement」）， 在前伊斯蘭阿拉伯曆的納西之後。阿拉伯語的名字也被羅馬化為納西 。
在衣索比亞，這個時期被稱為帕格曼（英語：Paguemain），Phagumien（「Ṗagʷəmen」）， Pagume，或Pagumay（ጳጉሜ，「Ṗagume」）。

## 註解
1. ↑  年度人物的替代代表包括| D2 · D21 | Z4 · N1 | Z7 | Z3A | M4 | X1 | Z1 |.[3]
2. ↑  五周年的替代代表包括| M4 | X1 | Z1 · Z1 · Z1 · Z1 · Z1 | D2 | G43 |.[3]

### 引文
1. ↑  Gabra, Gawdat, , , A to Z Guide Series, No. 107, Plymouth: The Scarecrow Press: 70–1, 2008, ISBN 9780810870574.
2. 1 2  Clagett (1995), p. 29.
3. 1 2 3 4
4. ↑  , , Oxford: Oxford University Press, 1900.
5. 1 2  Dawood (2007)，第3頁.
6. ↑  , , Oxford: Oxford University Press, 1933.
7. ↑   (PDF), , Chicago: Center for Middle Eastern Studies at the University of Chicago: 3,   [7 February 2017], （原始内容存档于2019-07-03）.
8. 1 2  Jauhiainen (2009)，第196頁.
9. ↑  Watrall, Ethan,  (PDF), Michigan State University: 8, 2016  [2024-09-29], （原始内容 (PDF)存档于2017-02-06）.
10. ↑  Parker (1950)，第46頁.
11. 1 2  , , Alexandria: St Takla Haymanout,   [6 February 2017], （原始内容存档于2024-10-07）.
12. ↑  Mebratu, Belete K., , , Los Angeles: Sage: 128, 2009, ISBN 9781412941648.
13. ↑  , , 2015  [2024-09-29], （原始内容存档于2023-10-29）.
14. ↑  Shinn & al. (2013).